# Monobromure d'astate
Le monobromure d'astate est un interhalogène de formule chimique AtBr. On peut l'obtenir en faisant réagir de l'astate avec une solution aqueuse de monobromure d'iode :
2 At + 2 IBr → 2 AtBr + I2.